# Koenigsegg One:1
Koenigsegg One:1 (рус. Уан Ту Уан) — гиперкар производства компании Koenigsegg. Соотношение массы и мощности автомобиля были равны 1:1 (0,99974 лошадиных сил на 1 килограмм), этого раньше не удавалось добиться при производстве серийных автомобилей. Именно из-за такого соотношения автомобиль и был назван «один к одному». Кузов обладает таким весом благодаря тому, что он выполнен из углепластика.

## Технические характеристики
Гиперкар оснащён алюминиевой пятилитровой V-образной восьмеркой с твин-турбонаддувом, который даёт 1,8 бар давления наддува; четыре клапана на цилиндр (всего 32 клапана).  1600 л/с

## Разгон
В скором времени[когда?] планируется замерить автомобиль в упражнении 0—400—0 км/ч. На данный момент автомобиль потенциально способен развивать скорость в 440 км/ч, однако заявленной скорости он пока не достигал.
Разгоны, заявленные производителем:
- 0—100 км/ч — 2,4 секунды;
- 0—400 км/ч — ~ 20 секунд;
- 400—0 км/ч — ~ 10 секунд;
- 0—400—0 км/ч — ~ 30 секунд.

18 июля 2016 года на трассе Нюрбургринг Koenigsegg One:1 попал в аварию при тестировании гиперкара. Это самая дорогая авария на Нюрбургринге.

### Трансмиссия
Специально разработанная роботизированная семиступенчатая коробка передач с двумя сцеплениями; один входной вал коробки передач с подрулевыми переключателями и электронным дифференциалом.